# Григор Петков (революционер)
Григор Петков е български революционер, терорист на Вътрешната македонска революционна организация.

## Биография
Григор Петков се присъединява към ВМРО. След убийството на Александър Протогеров през юли 1928 година застава на страната на протогеровистите. Живее в Лозенец и при една своя разходка скоро след убийството на Васил Пундев среща министър-председателя Андрей Ляпчев, който открито подкрепя михайловисткото крило във ВМРО. Първоначално смята да го убие на място, но се разколебава защото няма такова нареждане. Когато информира Петър Шанданов и Наум Томалевски за случката те го разкритикуват.
През лятото на 1931 година на конгреса на протогеровистите е избран за подгласник на ЦК на ВМРО заедно с Лев Главинчев.